# Alan Sacks
Pour les articles homonymes, voir Sacks.
Alan Sacks est un producteur, scénariste et réalisateur américain né le 9 décembre 1942 à Brooklyn et mort le 22 octobre 2024 à New York.

## Filmographie

### comme producteur
- 1986 : Skate Gang (Thrashin')
- 1974 : Chico and the Man (en) (série télévisée)
- 1975 : Welcome Back, Kotter (série télévisée)
- 1978 : Rock Rainbow (série télévisée)
- 1979 : Les Cadettes de West Point (Women at West Point) (TV)
- 1980 : Murder Ink (série télévisée)
- 1980 : Cri d'amour (A Cry for Love) (TV)
- 1984 : Du-beat-e-o
- 1984 : Jealousy (TV)
- 1986 : Skate Gang (Thrashin')
- 1990 : Club Rhino (TV)
- 1991 : Riders in the Sky (série télévisée)
- 1994 : Elko: The Cowboy Gathering (TV)
- 1996 : The Secret of Lizard Woman (TV)
- 1996 : Me and My Hormones (TV)
- 1999 : La Maison du futur (Smart House) (TV)
- 2000 : La Couleur de l'amitié (The Color of Friendship) (TV)
- 2000 : Mon clone et moi (The Other Me) (TV)
- 2003 : You Wish! (TV)
- 2004 : Pixel Perfect (TV)
- 2008 : Camp Rock (TV)

### comme scénariste
- 1994 : Elko: The Cowboy Gathering (TV)
- 1984 : Du-beat-e-o

### comme réalisateur
- 1984 : Du-beat-e-o